# Sidorejo Lor
Sidorejo Lor is een bestuurslaag (kelurahan) in het onderdistrict (kecamatan) Sidorejo in de stadsgemeente (kota) Salatiga binnen het regentschap Semarang van de provincie Midden-Java, Indonesië Sidorejo Lor telt 14.281 inwoners (volkstelling 2010).